# Пикколо, Грег
Грег Пикколо (англ. Greg Piccolo; 10 мая 1951 года, Уэстерли, Род-Айленд, США) — американский блюзовый мультиинструментралист, в основном известен как саксофонист, автор песен. Номинант Blues Music Awards в номинации «Блюзовый инструменталист — духовые инструменты» (2005—2007, 2023). Один из ключевых участников группы Roomful of Blues, в её составе трёхкратный номинант на Грэмми (1982, 1983, 1995).

## Биография
Грег Пикколо родился в Уэстерли в 1951 году. Отец Грега играл на губной гармошке. Родители подарили Грегу кларнет, но сам мальчик хотел играть на саксофоне. В 13 лет присоединился к группе The Rejects, затем играл в небольшой рок-группе The Variations с гитаристом Дьюком Робиллардом где сначала Грег в группе только пел, затем стал играть на альт-саксофоне, в 16 лет перешёл на тенор-саксофон, которому остаётся верен всю карьеру. С 1970-х и по сей день играет на одном и том же тенор-саксофоне Henri Selmer Paris Mark VI.
После окончания школы Пикколо сформировал свою группу Greg & The Groupe, играющую популярную музыку. В 1970 году присоединился к недавно созданной группе Roomful of Blues, где пел и играл на саксофоне, записывался во всех альбомах группы, записывался и выступал с духовой секцией Roomful of Blues, которую приглашали множество музыкантов как сайд-группу (например группу можно услышать в альбоме Live At Carnegie Hall Стиви Рэя Вона) и записывался сам как сайдмен. В числе тех, кто приглашал Пикколо для записи своих релизов Джон Муни, The Fabulous Thunderbirds, Эдди Уинсон, Лу Энн Бартон, Ронни Эрл, Джей Би Хатто, Лютер Джонсон, Хьюберт Самлин, Пэт Бенатар, Джимми Вон, Энн Рэбсон, EG Kight, Шуга Рэй Норча, Отис Гранд. После ухода Дьюка Робилларда из группы в 1979 году, Пикколо взял на себя роль лидера группы, выступая также в качестве автора песен, концертного агента и ведущего вокалиста.
В 1990 году Грег Пикколо записал свой дебютный сольный альбом Heavy Juice, для записи которого он пригласил Дьюка Робилларда и других основателей Roomful of Blues. В альбоме преобладал не блюз, а эйсид-джаз, фанк и хард-боп, но альбом был хорошо принят публикой. В 1994 году Грег Пикколо покинул Roomful of Blues, создал собственный коллектив Greg Piccolo Heavy Juice, и в 1995 году выпустил свой второй альбом Acid Blue на Fantasy Records. В 1997 году последовал альбом Red Lights и в 2001 году вышел последний сольный, полностью инструментальный, альбом Пикколо Homage. В 2004 году Джон Гейлс, собрав исполнителей на духовых инструментах, записал альбом Jay Geils Plays Jazz!, и в 2005 году Грег Пикколо номинировался на звание лучшего исполнителя на духовых инструментах Blues Music Awards и два последующих года подряд также получал эту номинацию, а также ещё одну в 2023 году.
С конца 1990-х и до 2014 года постоянно был занят в коллективе Джимми Вона Tilt-A-Whirl Band.
В 2013 году перенёс операцию на открытом сердце, в результате которой была устранена аневризма аорты.
На 2025 год живёт в Уэстерли, продолжает гастролировать и готовить новый материал, в большей степени склоняясь к джазу и исполнению баллад. В основном играет на площадках Новой Англии.
Про свою манеру игры и то, к чему он стремится, Грег Пикколо сказал: «Это тот звук, который я слышал на тех старых пластинках на 78 оборотах, которые были выпущены в 40-х и 50-х годах. Я знаю, что с современными технологиями или в живом исполнении такого звука может и не быть, но это то, как, по моему мнению, он звучал бы, если бы такой звук был возможен. У Иллинойса Жаке, Лестера Янга есть этот богатый среднечастотный звук. Высокочастотных компонентов почти нет. В нём есть эта насыщенная, прямая близость».
«Грег, чей двадцатипятилетний вклад в коллектив [Roomful of Blues], превратился в солиста и руководителя группы, всё время был известен во всём мире своим фирменным „жирным“ теноровым звучанием, уникальным стилем игры на саксофоне и отличительным вокалом».

## Дискография

### Сольные работы
- 1990: Heavy Juice (Black Top Records)
- 1995: Acid Blue (Fantasy Records)
- 1997: Red Lights (Fantasy Records)
- 2001: Homage (Emit Doog Music)
- 2018: Who Did This? (самостоятельно)

### В коллаборации
- 2004: Jay Geils with Scott Hamilton, Crispin Cioe, Greg Piccolo, Rich Lataille, Billy Novick, Gerry Beaudoin, Alan Wilson, Jerry Miller, Frank Blandino, John Turner, Gordon Grottenthaler — Jay Geils Plays Jazz! (Stony Plain Records)